# 桑娜·斯滕
桑娜·斯滕（芬蘭語：Sanna Stén，1977年5月20日—），芬兰女子赛艇运动员。她曾代表芬兰参加2008年夏季奥林匹克运动会赛艇比赛，搭档明娜·涅米宁获得女子轻量级双人双桨银牌。